# Ommatius ramakrishnai
Ommatius ramakrishnai är en tvåvingeart som beskrevs av Joseph och Parui 1999. Ommatius ramakrishnai ingår i släktet Ommatius och familjen rovflugor. Inga underarter finns listade i Catalogue of Life.